# Propano-1,3-diamina
Propano-1,3-diamina é uma amina primária.